# Date rape

Le date rape est une forme de viol commise dans le cadre d'un rendez-vous à visée sexuelle ou romantique.

## Historique
Les premières études sur les agressions sexuelles dans le contexte d'un rendez-vous amoureux datent de 1957, mais restent sans suite. L'expression date rape est utilisée pour la première fois par écrit dans le livre de 1975 Against Our Will: Men, Women and Rape de Susan Brownmiller ; il est probable qu'elle ait auparavant été utilisée par Ann Olivarius au cours de conférences à l'université Yale,. En 1980, l'expression est utilisée dans le magazine Mademoiselle. En 1982, le magazine Ms. publie un article traitant du date rape sur les campus universitaires, et en 1984, Martin Amis utilise le terme dans son roman Money: A Suicide Note (en),.
Dans les années 1980, Mary Koss, psychologue à l'université de l'Ohio, redéfinit le viol en insistant sur le viol comme un comportement extrême dans la continuité des comportements masculins normaux. L'idée est de réfuter le mythe selon lequel accepter un baiser, une invitation à dîner ou autre sortie justifie une relation sexuelle. Sous cette nouvelle définition, les statistiques de viol peuvent potentiellement être multipliées par quatre. Une enquête que Koss mène en 1987 montre que 57 % des viols interviennent au cours d'un rendez-vous amoureux, ou date en anglais ; c'est la première grande étude américaine sur le viol. Ils sont parfois accompagnés de l'ivresse ou de la prise de psychotropes, incluant les drogues du viol ; certains tribunaux jugent que dans ce cas, la victime ne peut pas être considérée comme consentante à des rapports sexuels. Certains tribunaux débattent également de la question de savoir si le consentement peut être révoqué pendant l'acte sexuel.
En 1991, une femme de 29 ans accuse William Kennedy Smith de l'avoir violée sur une plage en Floride après leur rencontre dans un bar, et le procès est télévisé. La même année, Katie Koestner (en) fait la une de Time avec son témoignage de date rape et est invitée sur Larry King Live et The Oprah Winfrey Show,,. Le groupe A Tribe Called Quest sort une chanson, The Infamous Date Rape, sur le cas Smith. La même année, Sublime sort une chanson intitulée Date Rape dans laquelle un violeur est envoyé en prison et lui-même violé par un autre prisonnier. En 1992, Desiree Washington, âgée de 18 ans, accuse Mike Tyson de l'avoir violée après l'avoir invitée à une fête. En 1993, Koestner fait l'objet d'un épisode de Lifestories: Families in Crisis produit par HBO.
Aujourd'hui, une agression sexuelle par une personne inconnue reste vue comme plus légitime qu'une agression commise par un proche. Cet effet est d'autant plus fort pour les cas où la victime et son agresseur sont ou ont été en couple.

## Caractéristiques
Mary Koss définit le date rape comme une relation sexuelle non consentie, mais qui serait vue comme parfaitement normale si elle l'était, parce qu'il existe bien une attirance romantique entre les deux parties impliquées. Sara Alcid écrit qu'une relation romantique est souvent vue, à tort, comme un consentement sexuel illimité et permanent.

## Personnes impliquées

### Démographie des victimes
Le date rape touche majoritairement des universités et implique souvent la consommation d'alcool ou la prise de psychotropes, incluant les drogues du viol. La consommation d'alcool en particulier rend la victime plus vulnérable et moins crédible auprès des autorités judiciaires.
Les victimes ont le plus souvent entre 16 et 24 ans,,,. Aux États-Unis, les victimes sont surtout hispaniques ou noires,,.
Dans la majorité des cas, la victime est une femme, connaît son agresseur, et le viol s'inscrit dans le contexte d'une relation romantique ou sexuelle en cours, passée, ou potentielle entre les deux parties,. L'agresseur peut forcer la victime à se soumettre, par des moyens d'intimidation physique ou psychologiques, ou violer une personne incapable de consentir, par exemple parce qu'elle est ivre ou droguée.

### Démographie des agresseurs
90 % des viols commis sur les campus universitaires sont commis par des récidivistes, d'après le psychologue David Lisak qui établit une moyenne de six viols par agresseur.

## Prévalence
Aux États-Unis, le Bureau of Justice Statistics estime que le date rape est un des cas les plus communs de viol. Il est estimé que dans le pays, une adolescente sur cinq est victime d'un date rape. La prévalence est plus faible en Europe.
La question se pose au Japon, mais beaucoup moins qu'aux États-Unis, notamment parce que la culture nationale met moins l'accent sur les rendez-vous romantiques et donne moins d'intimité à un couple en formation,,. Il est aussi possible que moins de victimes aient conscience de la nature de l'agression. En 2007, une étude en Corée du Sud estime que les étudiants universitaires reconnaissent très peu le date rape comme un viol ou comme une expérience traumatisante. Le date rape est sous-évalué au Vietnam.
Des critiques sur la prévalence de ce type de viol s'expriment des deux côtés. Certaines personnes estiment que les chiffres sont trop élevés et que le consentement était présent dans de nombreux cas. D'autres estiment que les cas sont sous-évalués et très peu traités par la justice.

## Conséquences

### Conséquences sur les victimes
27 % des femmes américaines techniquement victimes de viol se voient comme telles, et seulement 5 % environ portent plainte. 35 % des tentatives de viol entre deux personnes se connaissant ont lieu pendant un rendez-vous amoureux, et 22 % des femmes victimes de viol le sont à cause d'un ou d'une partenaire passé ou présent, et 20 % par un conjoint ou une conjointe ou ex-conjoint(e). Plus cette relation est établie, moins les témoins auront tendance à considérer le date rape comme un viol.
Le date rape est une expérience tout aussi violente qu'un autre type de viol. Or, il est vu comme moins légitime et les victimes sont moins soutenues, ce qui rend leur rémission plus difficile. Les victimes tendent à cacher l'agression, dont elles ont honte et se jugent responsables,. L'ivresse, la prise de drogues, un comportement séducteur ou le port de certains vêtements sont vus comme une raison de blâmer la victime,,.
Une motivation principale à parler publiquement des abus subis est la volonté d'éviter à d'autres personnes d'être violées. L'inquiétude des proches peut aussi encourager les victimes à parler de l'agression ; parfois, la victime, ivre, le mentionne d'elle-même.

### Traitement pénal
Le traitement pénal des viols commis par des inconnus est généralement plus sévère que celui des date rapes, même dans le cas où il y aurait des preuves physiques de l'absence de consentement de la victime. Des éléments tendant à soutenir un verdict d'innocence sont l'utilisation de contraception de la victime, sa vie sexuelle en général, ses vêtements et sa consommation de substances psychotropes. Une étude de 1982 montre que les jurys tendent à voir l'ivresse de la victime comme une faute de sa part, tandis que l'agresseur ivre est considéré moins responsable de ses propres actions.

## Controverses

### Accusations de manipulation des statistiques
De nombreux conservateurs accusent les féministes de vouloir artificiellement gonfler les statistiques du viol.

### Postféminisme et libération sexuelle
Des post-féministes revendiquant la libération sexuelle critiquent un culte de la victimisation. Katie Roiphe (en) écrit en 1994 que toute personne est responsable de ses propres actes et que si elle est trop ivre pour se défendre, elle doit aussi en être tenue pour responsable, et qu'il ne s'agit pas forcément d'un viol.